# 高逢源
高逢源（?—?），直隸省趙州直隸州寧晉縣人，清朝政治人物、同進士出身。
光緒十八年（1892年），参加光緒壬辰科殿試，登進士三甲98名。同年五月，以主事分部学习。